# Zebre (rugbi a 15)
Zebre (les Zebres en català) és una franquícia italiana de rugbi a 15 que està juga al Pro12 i la Copa d'Europa. Disputa els seus partits a dimicila al Estadio XXV Aprile a Parma. Creada l'any 1973, Zebre fou inicialment un club sobre invitació al nord-oest d'Itàlia. L'any 2012, agafa lloc de l'Aironi Rugby que era situat a Viadana el qual la llicència fou retirada per la Federació italiana per raó d'un dèficit financer.